# 柴姓
柴姓為中文姓氏之一，在《百家姓》中排名第325位。

## 起源
据唐代的姓氏典籍《元和姓纂》记载，柴姓来源于姜姓，齐文公后代有个叫高柴的，是孔子的门生，七十二弟子之一，其后代就以其名为姓。

## 外部連結
[在维基数据编辑]
 《百家姓》
 《欽定古今圖書集成·明倫彙編·氏族典·柴姓部》，出自陈梦雷《古今圖書集成》